# 구산중학교 (김해시)
구산중학교(龜山中學校)는 대한민국 경상남도 김해시 구산동에 있는 공립 중학교이다.

## 학교 연혁
- 2003년 1월 4일 : 구산중학교 설립인가 (30학급)
- 2003년 3월 1일 : 구산중학교 개교 (5학급)
- 2021년 3월 1일 : 제9대 강남호 교장 취임
- 2022년 12월 23일 : 제18회 졸업식(졸업생 305명, 누계 6,001명)
- 2023년 3월 2일 : 제21회 입학식(입학생 294명)

## 참고 자료
- 구산중학교 - 한국교육학술정보원 학교알리미